# Nazko Lake Park
Nazko Lake Park är en park i Kanada.   Den ligger i provinsen British Columbia, i den centrala delen av landet, 3 500 km väster om huvudstaden Ottawa. Nazko Lake Park ligger 1 064 meter över havet. Den ligger vid sjön Tanilkul Lake.
Terrängen runt Nazko Lake Park är platt österut, men västerut är den kuperad. Nazko Lake Park ligger nere i en dal. Trakten runt Nazko Lake Park är nära nog obefolkad, med mindre än två invånare per kvadratkilometer.. Det finns inga samhällen i närheten. 
I omgivningarna runt Nazko Lake Park växer i huvudsak barrskog.